# Советская улица (Сызрань)
Сове́тская улица (до 1917 года — Больша́я улица) — главная улица исторической части центра города Сызрани Самарской области. Представляет собой единый градостроительный ансамбль.

## История и этимологиягодонима
Первоначально Большая улица представляла собой немощёную дорогу, тротуары которой были выполнены из толстых досок. Вдоль зданий и сооружений изредка встречалась растительность, огороженная жердями. На рубеже XIX и XX веков Большая улица становится центром деловой и общественной жизни города.
В 1856 году открылись первые аптека и больница. В 1863 году был учреждён городской общественный банк, выдававший местным купцам ссуды. В 1871 году открыта женская гимназия. В 1873 году открылись реальное училище и общественная публичная платная библиотека, здания которых проектировали здания архитекторы С. П. Щербаков, Зеленин, Хворынский.
В архитектуре зданий применялась стилистика элегантных форм классики (Первая женская гимназия, земское собрание), эклектики (общественный банк, дома С. И. Мясникова (1909) и Сыромятниковых (1910)), модерна (особняк Стерлядкина — 1914 г., архитекторы С. П. Щербаков и Ф. О. Шехтель, усадьба Ревякина). В настоящее время эти дома по Советской улице, 42—44, 47, 83 и 100 являются памятниками архитектуры XX века.
На Большой улице располагалось множество торговых рядов, магазинов. Гостей города ждали гостиницы: «Европейская», «Батум», «Центральная».

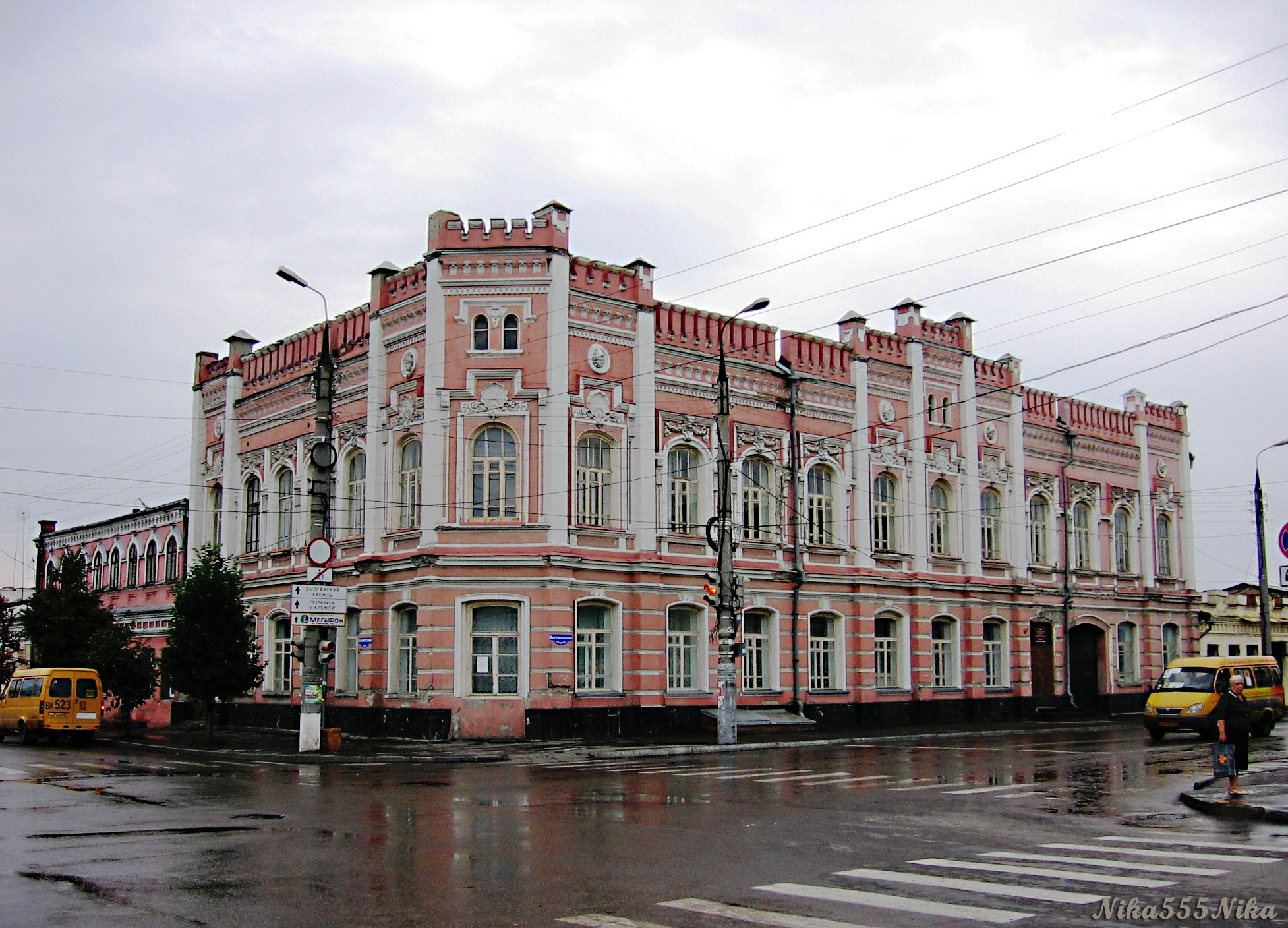
Советская ул., 5. Дом братьев Волгушевых, где ранее располагались лавки кафедрального собора и гостиница «Батум». Построен в 1904 г. Архитектор С. П. Щербаков. В настоящее время в здании размещается Сызранский медицинский колледж
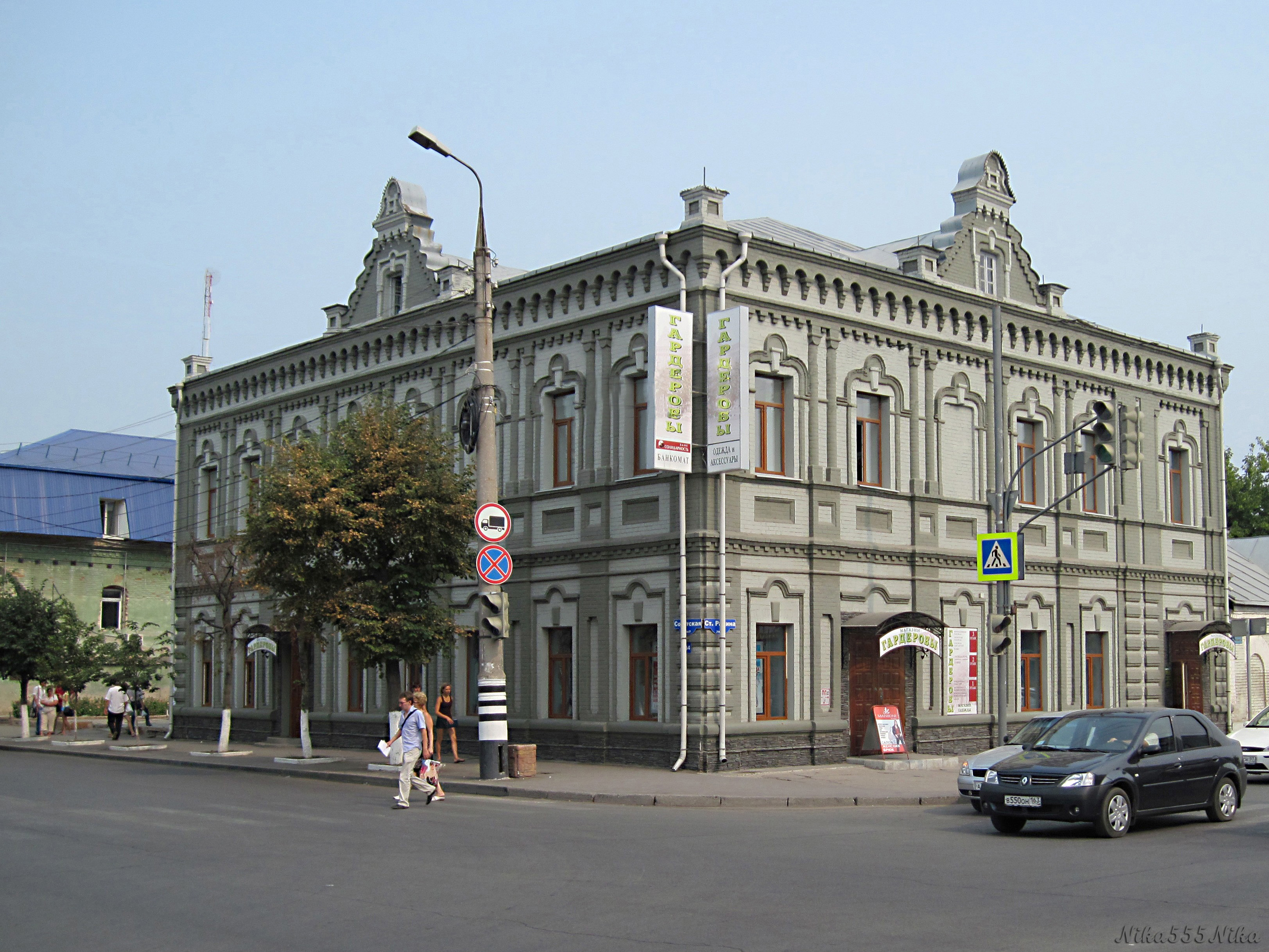
Советская ул., 34. Дом (середина XIX века) Елизарова — директора Общественного банка. Сейчас здесь магазин «Гардеробы»
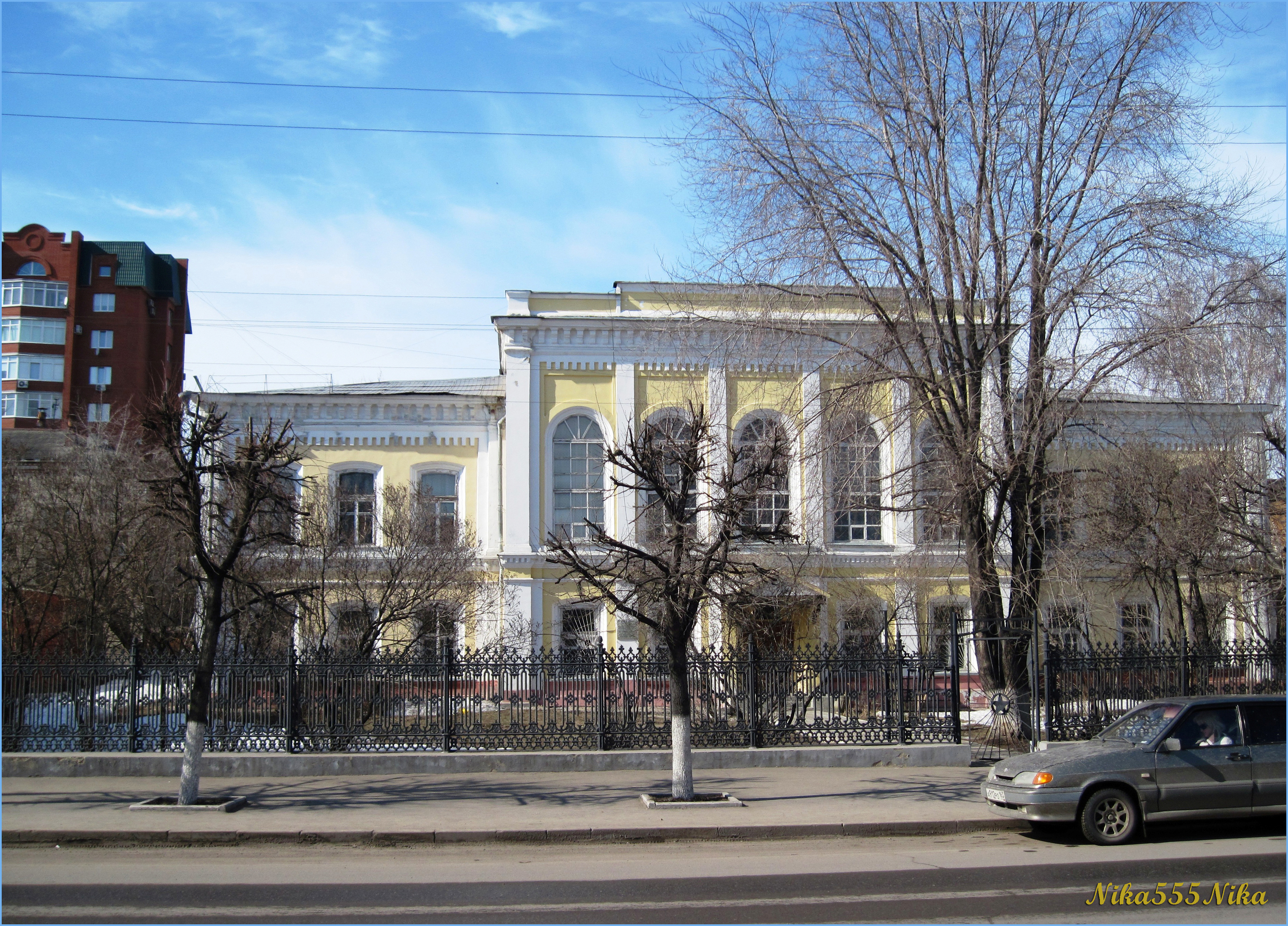
Советская ул., 83. В 1880-е годы — здание Сызранского уездного земского собрания. В настоящее время Детская художественная школа

В 1911 году в Сызрани появились первые автомобили.
10 ноября 1917 года на экстренном заседании Совета рабочих и солдатских депутатов Большая улица была переименована в Советскую. Были образованы советские учреждения: городской комитет партии, Совет рабочих, крестьянских и солдатских депутатов (дом № 11), Совет народных комиссаров (дом № 30), штаб Красной гвардии (дом № 17), первый комитет РКСМ (дом № 23). В 1917—1918 годах на Советской, 102 работала уездная Чрезвычайная комиссия. В 1941 году на Советской улице развернулись четыре эвакогоспиталя.
В 1958 году проведена реконструкция центральной её части. Выполнены работы по расширению тротуаров, проезжая часть улицы покрыта новым асфальтом. Заложена разветвлённая сеть ливневой канализации.
В настоящее время Советская улица выполняет роль центра деловой, культурной, социальной и административной жизни города.

## Достопримечательности улицы
- Особняк Стерлядкина (Советская, 66)
- Сызранская земская управа (Советская, 83)